# Torre Giurisdavidica
La torre Giurisdavidica si trova sul Monte Labbro, nel comune di Arcidosso.

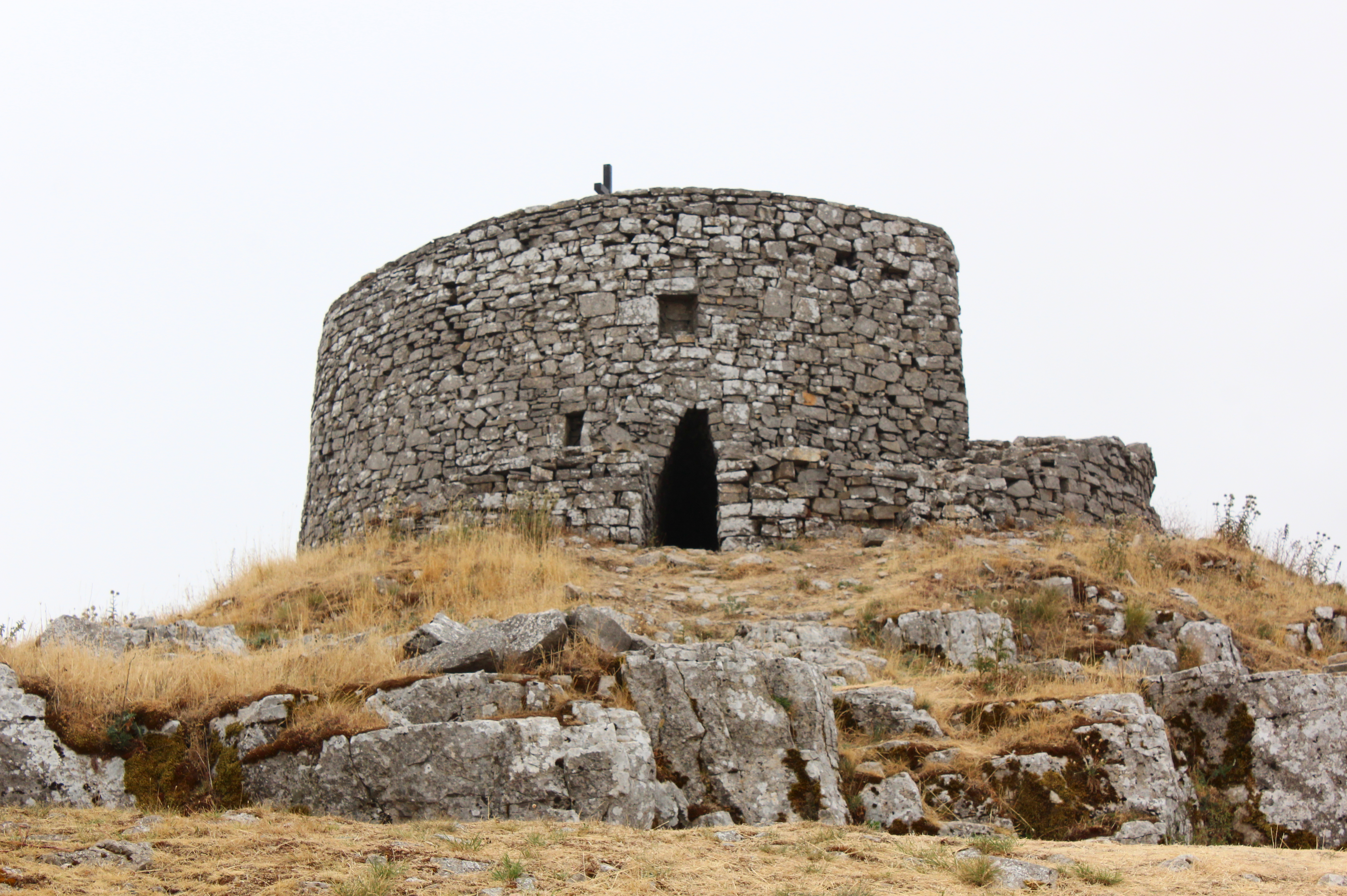
La torre Giurisdavidica

## Descrizione
Fu scelto da Davide Lazzeretti come centro della comunità giurisdavidica da lui fondata. Vi restano le rovine degli edifici innalzati tra il 1869 ed il 1875, in particolare la torre a pianta circolare, l'eremo e la chiesa.
Il Lazzeretti nacque ad Arcidosso nel 1834 da umile famiglia e dal 1868 si dedicò alla predicazione, raccogliendo qui una comunità di contadini che si ampliò rapidamente. Il giurisdavidismo univa temi religiosi e sociali e attirò verso la comunità un'ostilità da parte delle istituzioni religiose e politiche. La costruzione della torre fu iniziata nel luglio 1869 e terminò nell'agosto 1870. Tuttavia, la torre cedette dopo poco tempo per il peso del tetto. Il 18 agosto 1878 Davide, mentre guidava una numerosa processione verso Arcidosso, fu fronteggiato da una folla di paesani con in testa le forze dell'ordine. Un colpo di moschetto colpì alla testa il Lazzeretti che morì alla sera nei pressi delle Bagnore. Dopo la morte del Lazzaretti, la torre andò lentamente in rovina. Alcuni primi tentativi di recupero furono intrapresi nel 1958 da alcuni seguaci giurisdavidici. Gravemente danneggiata da un fulmine, fu consolidata nel 1995 e restaurata negli anni tra il 2003 e il 2004.
Oltre alla torre sono visibili i ruderi di altri edifici sacri giurisdavidici: la chiesetta, consacrata nel 1872 – con prima messa celebrata il 29 settembre 1875 – e l'eremo, completato nel 1875.